# Cazaux-Savès
Cazaux-Savès is een gemeente in het Franse departement Gers (regio Occitanie) en telt 138 inwoners (1999). De plaats maakt deel uit van het arrondissement Auch.

## Geografie
De oppervlakte van Cazaux-Savès bedraagt 5,6 km², de bevolkingsdichtheid is 24,6 inwoners per km².

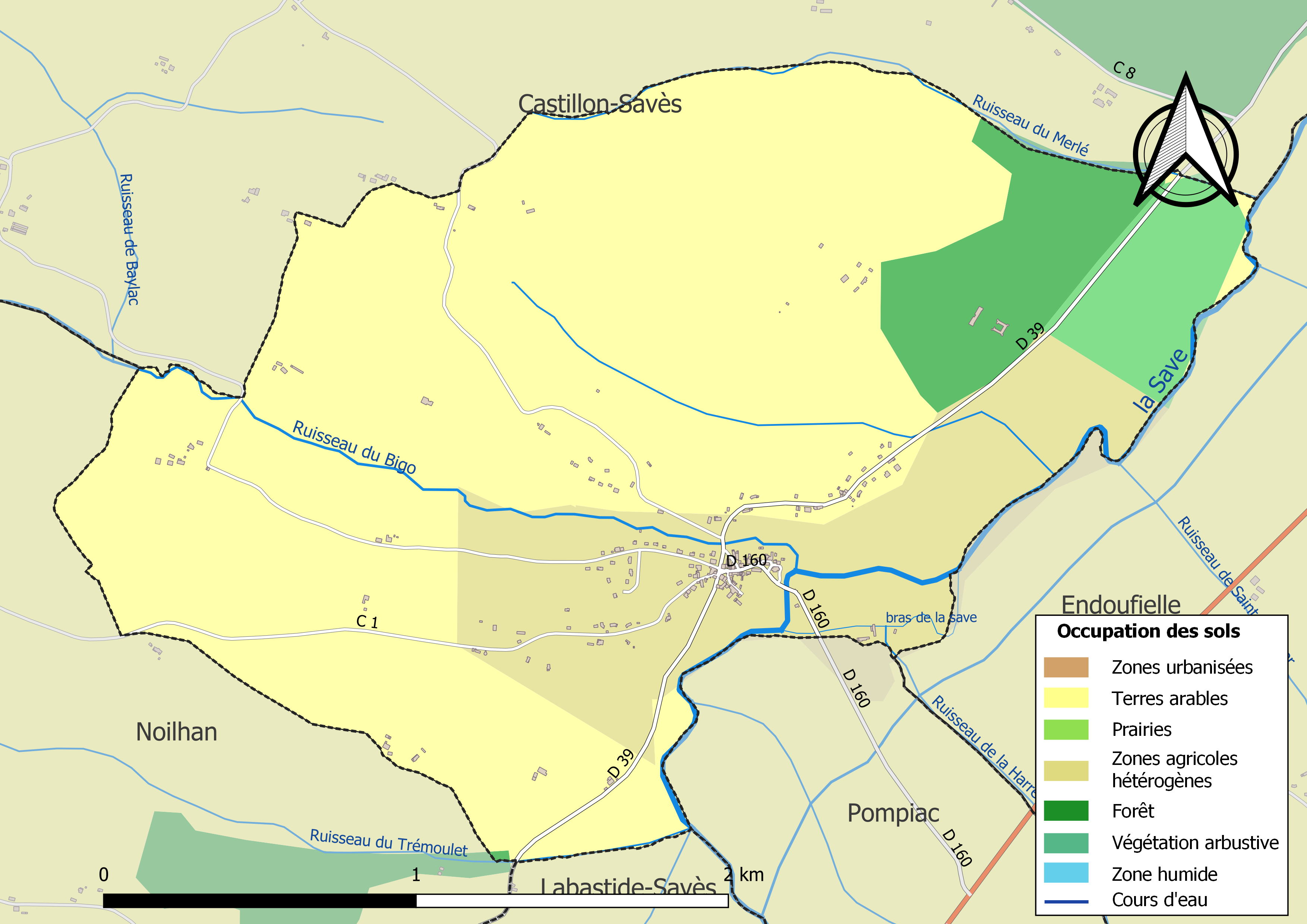
Kaart van de gemeente met belangrijkste infrastructuur, bodemgebruik en omliggende gemeenten

## Demografie
Onderstaande figuur toont het verloop van het inwonertal (bron: INSEE-tellingen).